# Област Киватин
Област Киватин (енгл. District of Keewatin, Kivalliq (ᑭᕙᓪᓕᖅ) северни ветар) је била територија Канаде, а касније административни округ северозападних територија. Настао је 1876. године, Киватинским актом, а првобитно је покривао велико подручје западно од залива Хадсон. Године 1905. постала је део северозападних територија, а 1912. године њени јужни делови су припојени провинцијама Манитоба и Онтарио, остављајући остатак, који се сада зове Регија Киватин, са популацијом од неколико хиљада људи. Дана 1. априла 1999. регион Киватин је формално распуштен, пошто је од источних делова северозападних територија, укључујући цео Киватин створен Нунавут.
Име „Киватин“ потиче од алгонкинских корена — или кивехтин (ᑮᐍᐦᑎᐣ) на Кри језику или гиведин (ᑮᐌᑎᓐ) на оџибвеу — што у оба случаја имају исто значење северни ветар на својим језицима. На Инуктитуту се звао Кивалик (ᑭᕙᓪᓕᖅ) — име које се и даље јавља као регион Кивалик у Нунавуту.

## Историја Киватина као територија, 1876–1905
Усвајањем закона Киватин „округ Киватин” је створен 7. октобра 1876. године, од дела канадских северозападних територија. Округ је престао да буде независна територија 1905. године и враћен је северозападним територијама. У време укидања, покривао је 228.160 квадратних миља што је (590,932 km²), отприлике величину Саскачевана. Приликом свог оснивања 1876. године, обухватао је највећи део данашње Манитобе и северозападног Онтарија и јужног Нунавута. Његова територија се смањивала током година како су области додаване двема провинцијама.
Савезна влада је створила округ Киватин по савету потгувернера Манитобе Александра Мориса. Морис је убедио владу да нова територијална влада северозападних територија неће бити у стању да ефикасно управља земљом северно и источно од Манитобе.
Џејмс Мекеј је Мориса обавестио о потреби за новом територијом. Морис је одобрио идеју и почео је да се саветује са Мекејем како би одредио право староседелачко име за територију. Мекеј се одлучио за Киватин, који потиче из језика Кри и Саултеаук што значи земља северног ветра. Влада је одлучила да користи аутохтоно име јер је желела да буде пажљива према староседелачким народима који су чинили највећу демографију и да поштују њихов културни идентитет.

### Влада округа Киватин
Округ Киватин је водио именовани савет. Законодавна власт је била једнодомно тело, познато као Савет Киватина. Савет се састојао од шест чланова, које је све именовао подгувернер. Политичке странке нису постојале у савету.
Извршном власти територијом управљао је поручник-гувернер Манитобе, који је такође био и подгувернер округа Киватин. Седиште владе округа било је у Винипегу, Манитоба.
Округ Киватин није имао никакву заступљеност у Доњем дому Канаде или Сенату Канаде.

### Прохибиција
Након стварања округа Киватин, Влада Канаде је донела одлуку да је забрањен увоз алкохола на територију. Влада је донела ову одлуку у вези са активним спровођењем закона како би се обуздала трговина вискијем која се шири на северозападним територијама. Савет северозападних територија је две године раније донео законе за спровођење забране на тој територији.

### Спровођење закона
Територијалне законе које је створио Савет Кееватина спроводила је северозападна коњичка полиција.
Правосудни систем на територији се састојао од комбинованог судског система стипендијских судија који су били именовани у Савет северозападних територија и судских поступака који су се водили у судовима Манитобе.

## Историја Киватина, 1905–1999
Првог септембра 1905. округ Киватин постао је један од четири округа на северозападним територијама, а друга три су округ Унгава, округ Мекензи и округ Френклин. Киватин је покривао део северозападних територија северно и источно од Манитобе на копну (у суштини већи део данашњег копна Нунавута, северне Манитобе и северозападног Онтарија), и западна острва у заливима Хадсон и Џејмс. Након што су границе Онтарија и Манитобе проширене на север 1912. године, Киватин је углавном обухватао земљишта без дрвећа на Арктику.
После 1920. године, углавном ненасељена источна острва у заливу Хадсон и заливу Џејмс, која су била део округа Унгава, пребачена су у Киватин.
Због оштре зиме и недостатка путева, насељавање изолованог округа од стране белаца било је слабо, а чак је и домородачко Инуитско становништво било ретко. Године 1950. у целом округу је било само 2.400 људи.
Дана 1. априла 1999. регион Киватин је формално распуштен, пошто је Нунавут створен од источних делова северозападних територија, укључујући цео Киватин. Међутим, као административни округ северозападних територија престао је да функционише неколико година пре него што је био подељен.